# Kebarongan
Kebarongan is een bestuurslaag in het regentschap Banyumas van de provincie Midden-Java, Indonesië. Kebarongan telt 5945 inwoners (volkstelling 2010).